# 黄泥河镇 (敦化市)
黄泥河镇，是中华人民共和国吉林省延边朝鲜族自治州敦化市下辖的一个乡镇级行政单位。

## 行政区划
黄泥河镇下辖以下地区：
新立社区、新风社区、新兴社区、新民社区、曙光社区、向阳社区、威虎岭村、永安村、大川村、驼腰子村、半截河村、三道泉村、五人班村、五人班前屯村、双泉村、富民村、团山子村、新开道村、石嘴子村、黄泥河村、清胜村和胜利村。